# Torpet Kastberget
Torpet Kastberget eller Fiskartorpet i  Järfälla kommun var ett torp som låg under Stens gård i dåvarande Järfälla socken. Torpet var bebott till och med 1885, enligt husförhörslängden. Den gamla byplatsen för Sten och Yttersten by eller Järfälla-sten låg cirka 900 m västnordväst om Hägerstalund och cirka 700 m nordnordväst om den punkt där gamla vägen Barkarby-Hägerstalund korsade Säbyån. 
En del torpnamn i Järfälla tyder på att fiske förekommit. Fisket i Järfälla spelade inte så stor roll så att det skattlades. Fiskartorpet finns sålunda under Säby 1689 och det torpet var bebott till in på 1720-talet. I Torpet Kastberget, som låg under Sten, bodde en fiskare redan på 1770-talet. Även ett annat torp under Sten, torpet Sjögärdet, benämns Fiskargärdet någon gång  på 1800-talet. Även under Lövsta finns ett torp som från 1810-talet kallas Fiskartorpet.

## Historik
I husförhörslängden 1774 nämns torpet tidigast, då bebott av fiskaren Per Olsson. Från och med 1770-talet och framåt används omväxlande beteckningarna Kastberget och Fiskartorpet. Från och med 1800 kallas torpet slutligen enbart Fiskartorpet, enligt mantalslängderna.

## Fornminnesinventeringen 1980
Enligt fornminnesinventeringen 1980 finns bebyggelselämningar inom 85 x 65 m som består av två husgrunder och en källare. Båda husgrunderna markeras av stenskoningar, den ena husgrunden är 11 x 5 m och den andra husgrunden är 8 x 5 m. Den sistnämnda husgrunden har också ett spisröse i västra långsidan, 2 m i diameter och 0,5 m högt av sten, tegel och jord. Innermåttet för källaren är 4 x 3 m och 1,5 m djup av kallmurade stenar med ingång i väster. På platsen växer syren och krusbärsbuskar.